# Mensagem subliminar

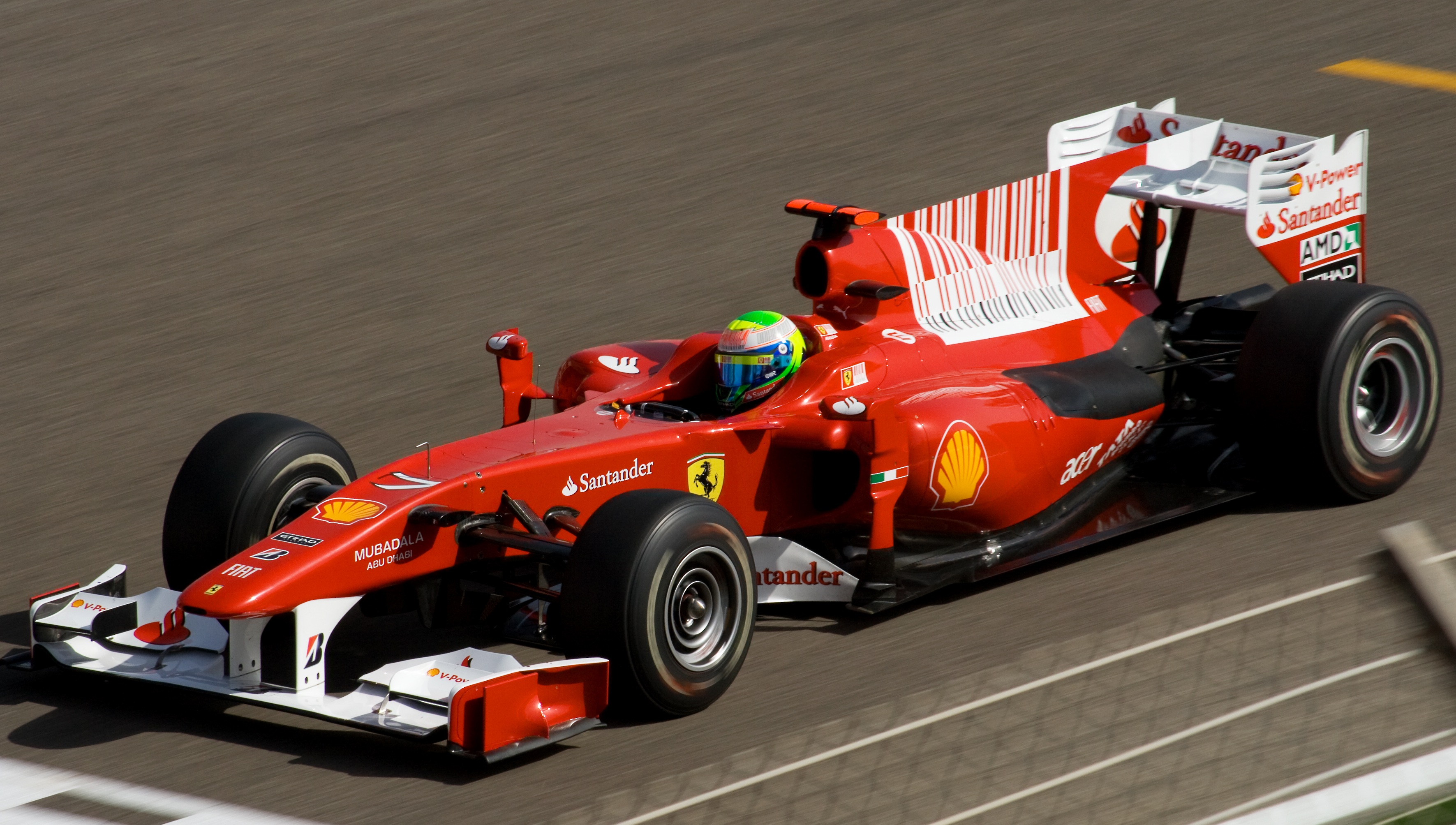
O código de barras proeminente neste carro de Fórmula 1, o Ferrari F10, foi usado como publicidade para a Marlboro

Uma mensagem subliminar é um hipotético tipo de estímulo subliminar que comunicaria algo ao subconsciente humano, sobretudo em meios como a publicidade e a política. Por exemplo, uma imagem ou palavra projetada numa velocidade maior que aquela que o olho humano poderia captar, ou oculta num quadro, não seria vista conscientemente, mas atingiria diretamente o subconsciente, podendo influenciar as pessoas.
A teoria da existência das mensagens subliminares foi introduzida em 1957, quando o publicitário James Vicary anunciou a criação da sua empresa, a Subliminal Projection Company, na qual era vice-presidente. Para provar a eficiência da propaganda subliminar, Vicary divulgou o resultado do experimento que teria conduzido num cinema de Nova Jersey, nos Estados Unidos. Ao inserir as frases "Drink Coke" e "Eat Popcorn" durante a projeção do filme (em noites alternadas) ele teria aumentado em 57,7% as vendas de pipoca e em 18,1% as vendas de Coca-Cola às portas de saída do cinema. Com a divulgação do experimento de Vicary, as mensagens subliminares tornaram-se rapidamente populares, recebendo grande atenção da mídia e perseguição dos grupos religiosos que chegaram a afirmar que eram usadas nas propagandas de bebidas alcoólicas para aumentar seu consumo. Em 1962, alarmado com a dimensão que a história recebeu, James Vicary concedeu uma entrevista à revista Advertinsig Age em que confessou ter exagerado parte dos resultados dos experimentos ao incluir dados que não eram considerados cientificamente confiáveis. Mesmo com o pronunciamento de Vicary, outros autores de grupos conservadores continuam a difundir a ideia de que as mensagens subliminares são usadas na mídia para manipular a população.
Um argumento contra a existência das mensagens subliminares é que subliminar não é o mesmo que subentendido: se alguém viu algo, este algo deixou de ser subliminar, ou seja, uma imagem ou uma ideia sugerida, nas entrelinhas, sutil ou periférica não seria subliminar. Estímulos sensoriais abaixo do limiar de percepção objetivo, ou seja, fora do alcance dos sentidos, como um som fraco demais para ser captado pelo ouvido ou ininteligível como uma mensagem reversa, ou uma imagem rápida demais que não possa ser captada pelo olho, não causariam absolutamente nenhum efeito em quem é sujeito a eles.[carece de fontes?]
Estímulo subliminar é uma área de pesquisa legítima na literatura científica. De acordo com uma revisão de 2012 de estudos de fMRI, estímulos subliminares ativam regiões específicas do cérebro sem a ciência dos participantes, o que foi corroborado por meta-análise em 2023 sobre estímulos subliminares no transtorno de estresse pós-traumático (TEPT).  A percepção subliminar é um tema amplamente estudado há mais de cem anos pela psicologia.

## História
Em setembro de 1957, o especialista em marketing americano James Vicary convocou a imprensa para anunciar o lançamento de sua empresa, a Subliminal Projection Company, na qual era vice-presidente. Na conferência Vicary revelou ter patenteado uma nova técnica de vendas chamada "projeção subliminar" que consistia em utilizar um ta/quitoscópio (um dispositivo capaz de projetar imagens numa tela muito rapidamente) para exibir imagens entre os quadros de um filme durante uma fração de segundos (para ser mais preciso, 0.00033s). Como eram projetadas numa velocidade maior que o olho podia captar, estas imagens não eram vistas conscientemente, mas Vicary acreditava que elas atingiam diretamente o subconsciente. Para provar a eficiência de suas propagandas subliminares, Vicary divulgou o resultado do experimento que teria conduzido num cinema de Nova Jérsei. Ao inserir as frases "Drink Coke" e "Eat Popcorn" durante a projeção do filme (em noites alternadas) ele teria aumentado em 57,7% as vendas de pipoca e em 18,1% as vendas de Coca-Cola às portas de saída do cinema.
A mídia abraçou a história e deu a ela um tratamento sensacionalista. Um dos artigos, do Wall Street Journal, por exemplo, começava assim:
"Esta história pode soar como se um disco voador espreitasse por detrás das cenas, mas você pode ter certeza que todos os personagens nesta novela são reais. O conto começa alguns meses antes, quando vários homens silenciosos adentraram um cinema de Nova Jérsei e montaram um estranho mecanismo junto ao projetor."
Matérias como estas, carregadas de mistério e de referências a contos de ficção científica, foram comuns e ajudaram a criar a aura fantástica em torno das mensagens subliminares que permanece até hoje.
Desde o início as mensagens subliminares estiveram na mira dos grupos religiosos: logo após o anúncio da experiência de Vicary, a WCTU (Women's Christian Temperance Union) enviou uma nota à imprensa afirmando que técnicas subliminares estariam sendo usadas para aumentar as vendas de cervejas e outras bebidas alcoólicas. Nenhuma evidência que comprovasse a alegação foi apresentada, assim como nenhuma evidência tinha sido apresentada para comprovar o experimento de Vicary, mas juntas as duas alegações deram credibilidade uma à outra.
Logo as mensagens subliminares estavam no centro das atenções. O autor do clássico romance "Admirável Mundo Novo", Aldous Huxley, escreveu em 1958 sobre um futuro onde "ditadores científicos instalarão máquinas sussurrantes e projetores subliminares em escolas e hospitais". Mensagens subliminares passaram a ser vistas como uma invisível e indefensável técnica de lavagem cerebral. Editoriais furiosos foram publicados na imprensa exigindo o imediato banimento das propagandas subliminares, enquanto um senador americano pedia a regulamentação do uso da técnica.
Ainda em 1957, o ano em que Vicary anunciou seu experimento, surgiram as primeiras tentativas de replicar o efeito subliminar. A rede de televisão WTWO testou a técnica inserindo imagens que diziam "se você viu esta mensagem escreva para a WTWO". A WTWO não reportou nenhum aumento na correspondência. No ano seguinte o próprio Vicary concordou em conduzir um experimento público na rede de televisão canadense. A imagem dizendo "LIGUE AGORA" foi inserida 352 vezes durante meia hora de programa, mas nenhum aumento nas ligações foi registrado. Os telespectadores, que sabiam que alguma imagem estava sendo subliminarmente exibida mas não sabiam qual, escreveram para a rede de TV dizendo que haviam sentido uma vontade irresistível de apanhar uma cerveja ou de trocar de canal.
Finalmente em 1962, alarmado com a dimensão que a história recebeu, James Vicary concedeu uma entrevista à revista Advertinsig Age em que confessou ter sido pressionado pelos investidores a publicar resultados de experimentos que não tinha feito realmente. Disse Vicary:
"...nós fomos forçados a divulgar a idéia (da subliminaridade) antes que estivéssemos realmente prontos... nós não havíamos feito nenhuma pesquisa exceto o mínimo necessário para registrar a patente. Eu tinha pouco interesse na companhia (Subliminal Projection) e uma pequena quantidade de dados, muito pequena para ser significativa."
A confissão de Vicary esfriou o assunto mas não o esvaziou. Em 1973, houve um renascimento do interesse pelo tema com o lançamento do livro "Subliminal Seduction - Ad Media's Manipulation of a Not So Innocent America" (Sedução Subliminar - Manipulação da Mídia Publicitária de uma América Não Tão Inocente). O autor, Wilson Bryan Key, acusava as agências de publicidade de usar mensagens subliminares em jornais, revistas e na televisão para aumentar suas vendas. No livro, Key fez várias afirmações bombásticas, dizendo, por exemplo, que "as agências de publicidade gastam boa parte de seus recursos em pesquisas, desenvolvimento e aplicação de estímulos subliminares", mas sem apresentar nenhum documento, nem testemunhas, ilustradores, desenhistas, artistas gráficos ou nenhum profissional que admitisse, nem anonimamente, haver inserido deliberadamente mensagens subliminares em propagandas. Segundo Key, tudo estava sendo mantido em segredo pelas grandes corporações e pelo próprio governo.
Uma marca pitoresca do discurso de Key que foi incorporada ao mito das mensagens subliminares é o apelo sexual. Key afirmava que: "palavras como fuck, ass, whore, cunt (palavras vulgares em inglês) e morte são usadas frequentemente como gatilhos subliminares para motivar comportamentos consumistas". Por exemplo, no nome da marca de cigarros "Kent", Key via uma similaridade subliminar com a palavra "cunt" (na verdade Kent era o sobrenome do dono da companhia de cigarros Lorillard na época do lançamento da marca). Como palavrões poderiam influenciar os hábitos de consumo de alguém é uma coisa que Key explicava com uma tortuosa psicologia freudiana. Além de palavras de baixo calão, Key possuía uma habilidade incomum de ver sexo escondido em qualquer coisa. O título de seu livro posterior, "The Clam-Plate Orgy" (A Orgia no Prato de Moluscos), era uma referência à imagem de um prato de moluscos que ilustrava o menu de um restaurante de frutos do mar; em vez de um punhado de moluscos Key viu uma cena de sexo grupal... que incluía um jumento. Ele também afirmou que os orifícios dos biscoitos Ritz eram dispostos propositalmente para formar a palavra "SEX".
Por mais que as alegações de Key fossem desprovidas de evidências, elas revitalizaram o mito e o tornaram muito mais "interessante". Como resultado, em 1980, nos Estados Unidos, 78% da população pesquisada dizia já ter ouvido falar das mensagens subliminares e destes, aproximadamente 50% acreditavam que elas eram usadas comumente pela mídia. Quanto ao "experimento pipoca" de Vicary, este continua sendo usado por todos os que vendem o poder das mensagens subliminares, sem que ninguém se lembre ou se importe com o fato de o próprio autor tê-lo desmentido.

## Diferenças entre subliminar e subentendido
Subliminar significa "abaixo do limiar de percepção". Simples assim. Um som numa frequência mais alta do que o ouvido pode escutar ou uma imagem tão rápida que o olho não possa captar são exemplos de estímulos subliminares.
Mas uma definição tão simples nos deixa um problema: se um estímulo subliminar, portanto indetectável, é detectado pelo observador (ainda que inconscientemente) ele deixa de ser classificado como subliminar. Ou seja, qualquer efeito atribuído a um estímulo subliminar torna-se impossível por definição.
De fato esta foi a definição utilizada pelos primeiros estudiosos que estudaram o tema no final do século XIX. Porém, os psicólogos sabem hoje que a percepção de um estímulo (isto é, ver algo e saber que viu) depende de fatores psicológicos e sociais tanto quanto de fatores fisiológicos. Alguém pode ver alguma coisa e simplesmente não se sentir confiante o suficiente de ter visto. Assim, em vez de uma linha separando o que está abaixo do limiar de percepção do que está acima, os psicólogos falam em uma faixa de percepção: acima do limite superior, chamado de limiar subjetivo, as pessoas são capazes de notar claramente um estímulo; abaixo do limite inferior, chamado de limiar objetivo estão os estímulos que não podem ser percebidos de maneira nenhuma; abaixo do limiar subjetivo, mas acima do limiar objetivo as pessoas percebem os estímulos mas pensam que não perceberam. Com isso, um estímulo subliminar passa a ser considerado um estímulo percebido, mas não reportado.
A maioria dos sites sobre o assunto não só misturam todos os tipos de mensagens subliminares (subjetivas e objetivas, visuais e auditivas), atribuindo a todas elas poderes fantásticos de persuasão, como ainda acrescentam inúmeras coisas que não tem absolutamente nada de subliminar.
O Dr. Flavio Mário Calazans, autor do livro "Propaganda Subliminar Multimídia" considera até o merchandising das novelas, aquele que um personagem bebe uma cerveja com o rótulo "casualmente" voltado para câmera, como mensagem subliminar. Professor Calazans vê mensagens subliminares no tom de voz usados pelos atores de novela, nas cores da rede de lanchonetes MacDonald's (o vermelho estimularia a fome, segundo ele - no que mistura o assunto com a pseudociência da cromoterapia) e até nas figuras de linguagem usadas na conversas do dia a dia. Porém nada disso é classificado como subliminar na literatura científica - nem na psicologia, nem na publicidade - conforme resumem Martha Rogers e Christine A. Seiler, PhDs em Marketing, no artigo "The Answer Is No: A National Survey of Advertising Industry Practitioners and Their Clients about Whether They Use Subliminal Advertising", publicado no Journal of Advertising Research:
"(...) a maioria dos que dizem ter conhecimento do uso de mensagens subliminares em propagandas, na verdade não compartilha um conhecimento científico ou técnico do conceito de propaganda subliminar. Eles parecem possuir uma opinião popular de que qualquer elemento subentendido usado em propagandas (como cores, certos tipos de indivíduos usados para representar conceitos publicitários, etc.) representam ‘propaganda subliminar’, quando na verdade estes elementos subentendidos não estão incluídos na discussão técnica de propaganda subliminar."
As falhas de metodologia científica nos trabalhos de Calazans são várias. Por exemplo, sobre o episódio do Pokémon que causou ataques epilépticos em crianças no Japão em 1997, Calazans afirma:
"As cores em sequência piscadas: vermelho, branco e azul, nesta velocidade , causam o curto-circuito epilético, pois o vermelho (760 nanômetros) ondas longas, acelera batimento cardíaco e eleva a pressão sanguínea, libera adrenalina; o azul (450 nanômetros) ondas curtas, reduz a pressão sistólica, acalma e relaxa, este dilema subliminar de mensagens com efeitos opostos gera o efeito epilético chegando a alterar a química do sangue (...)."
Tantas informações duvidosas (misturadas com outras absolutamente fora de contexto) e nem uma única referência científica para suportá-las. Calazans chega a classificá-lo como um dos três acontecimentos mais importantes da mídia do século XX. Infelizmente o doutor não informa aos seus leitores e aos assistentes de suas palestras que o experimento foi uma farsa confessada pelo próprio autor.

## Versão científica
Os primeiros estudos sobre percepção subliminar foram feitos no final do século XIX. Naqueles primeiros experimentos os pesquisadores mostravam aos voluntários fichas com letras ou figuras geométricas a uma distância tão grande que quando perguntados sobre o que viam todos diziam que não conseguiam distinguir nada além de borrões. Depois pediam as pessoas que tentassem adivinhar em um questionário de múltipla escolha as figuras que haviam sido mostradas. Como o nível de acertos era maior do que o que seria obtido ao acaso, os pesquisadores concluíam que as pessoas haviam sido afetadas pelas imagens. A partir do final do final dos anos 70 os pesquisadores passaram a tentar verificar se havia mudanças no comportamento das pessoas submetidas a estímulos subliminares. Em um estudo famoso os pesquisadores exibiram ideogramas chineses aos voluntários e depois pediram a eles que tentassem adivinhar num teste de múltipla escolha se os ideogramas tinham significados positivos ou negativos. Para algumas pessoas as imagens foram precedidas por imagens subliminares de figuras sorridentes ou tristes de tal maneira que nenhuma pessoa reportou tê-las visto. A conclusão é que as pessoas submetidas às imagens subliminares tiveram maior tendência de classificar positivamente os ideogramas precedidos de figuras positivas que aquelas que não tinham sido submetidas a elas. Este tipo de estudo, em que o indivíduo é preparado com a breve exposição preliminar de uma imagem antes de medir seu desempenho, é chamado de estudo de "priming". A maior parte da base estabelecida sobre percepção subliminar e seus efeitos foi adquirida com estudos deste tipo.
Mas é neste ponto que os resultados se tornam conflitantes. Há vários estudos de "priming" que mostram, logo após a exibição dos estímulos, melhoria nas habilidades motoras (medindo o resultado no lançamento de dardos), mudanças de humor, redução da ansiedade e de fobias como a agorafobia e até perda de peso. Em contrapartida há um grande número de estudos que simplesmente não encontraram nenhuma relação entre mudanças comportamentais e estímulos subliminares e muitos falharam em tentar replicar os resultados positivos daqueles estudos. O motivo é que a psicologia não é uma ciência exata. Seu objeto de estudo não é o previsível mundo natural, mas a mente do homem, com todas as suas subjetividades e nuances. É muito difícil planejar um experimento com uma metodologia que isole totalmente o fenômeno que se está estudando. No caso da percepção subliminar o maior problema dos pesquisadores é assegurar que um estímulo seja realmente subliminar para todas as pessoas no experimento. Como já dissemos, não existe uma linha demarcando o que é subliminar do que não é. Em vez disso, há uma faixa entre o chamado limiar subjetivo e o limiar objetivo; dentro desta faixa um estímulo é percebido, mas sem que o observador tenha consciência dele. Acima do limite subjetivo o estímulo é percebido conscientemente pelo observador, sendo chamado de supraliminar. Já abaixo do limite objetivo não há nenhum traço de percepção. Descobrir os limites objetivo e subjetivo de cada pessoa e enquadrar o estímulo nesta estreita faixa para todas as pessoas no experimento é uma grande dificuldade.
Mas por sobre a confusão e a contradição pairam algumas certezas. Mesmo os pesquisadores mais otimistas reconhecem que o efeito de um estímulo subliminar não dura mais do que dois ou três segundos. Quer dizer, quando o teste cognitivo não é feito imediatamente depois da exibição das imagens subliminares, nenhum efeito é verificado. Até o momento, só encontramos referência a um trabalho mostrando efeitos de até 24h, em pacientes anestesiados: "Memory of unconsciously perceived events: Evidence from anesthetized patients" de Philip Merikle. Além disso sabe-se que nem todos os tipos de mensagens subliminares são igualmente eficazes; as visuais tem efeitos cognitivos muito maiores do que as auditivas.
Outro consenso entre os cientistas é que percepção subliminar não significa persuasão subliminar. Ou seja, embora a percepção subliminar possa aumentar o número de respostas certas em questões de múltipla escolha sobre o estímulo, ela não pode fazer que alguém beba mais coca-cola, pare de fumar ou mude de orientação sexual. Não há nenhuma evidência de que as ações de alguém podem ser comandadas por estímulos percebidos inconscientemente. Pelo contrário, todas as evidências sugerem que para iniciar uma ação baseada em um estímulo, uma pessoa precisa estar ciente dele.
Enquanto psicólogos seguem desenvolvendo novas metodologias para delimitar a extensão da percepção subliminar, os publicitários e demais profissionais do marketing tentam descobrir se mensagens subliminares podem ser usadas para influenciar os hábitos dos consumidores. Até o momento, apesar dos numerosos trabalhos existentes, foram muito poucos aqueles que encontraram algum efeito relevante; a maioria possui tantas falhas de metodologia que não pode ser considerada conclusiva. De fato entre 1970 e 1985 houve apenas um trabalho mostrando uma influência positiva de mensagens subliminares. Seu autor, Del I. Hawkins, mostrou que dentre as pessoas submetidas a mensagens subliminares, aquelas expostas à palavra "COKE" (Coca-Cola) reportavam mais sede dos que pessoas expostas a uma palavra sem sentido. Este estudo foi bastante influente durante os 15 anos seguintes e serviu para manter acesas por um bom tempo as alegações de Vicary, desta vez dando a elas um fundo científico. No entanto em 1989, ao reproduzir o experimento, o mesmo autor foi incapaz de replicar seus resultados, concluindo:
"Este estudo lança sérias dúvidas sobre a validade dos outros poucos estudos mostrando evidência experimental de efeitos subliminares no contexto publicitário. Ele claramente indica a necessidade de se criar uma tradição de replicar experimentos na área de marketing".
No estudo "Effectiveness of Subliminal in Television Commercials" (Eficácia do Subliminar nos Comerciais de Televisão) de Smith e Rogers (1994), os pesquisadores incluíram em um comercial as palavras "ESCOLHA ESTE" com graus diferentes de contraste de tal maneira que elas fossem perfeitamente claras para um grupo e subliminares para outro e pediram aos espectadores que marcassem num questionário seu interesse nos comerciais. Depois compararam os resultados com os de um grupo de controle, cujos espectadores assistiram a comerciais sem nenhuma mensagem. Ao final constataram que os comerciais com as mensagens detectáveis obtiveram mais pontos que aqueles com mensagens subliminares. Para sua surpresa, verificaram que os comerciais com mensagens, subliminares ou não, obtiveram menos pontos do que os do grupo de controle, sem mensagens. Do trabalho os autores concluíram que a mais forte mensagem subliminar ainda é mais fraca que uma mensagem direta e que mesmo que fossem eficazes (e não fossem proibidas por lei, ao menos nos EUA), a inserção deste tipo de mensagens na televisão envolve dificuldades práticas que tornariam a técnica pouco viável.
Investigando o efeito de palavras e imagens de conteúdo sexual escondidas em anúncios na mídia os pesquisadores Vokey e Read mostraram a um grupo de pessoas fotografias contendo a palavra "sex" escondida entre as imagens, enquanto um grupo de controle viu as mesmas imagens mas sem nenhuma mensagem escondida. Nenhum aumento na retenção da memória foi observado em relação ao grupo de controle. Na verdade, segundo os autores, além de não existir nenhuma evidência que suporte as alegações de Key, elas vão contra todo o conhecimento atual da neurociência e ciência cognitiva.
Mas ainda que as mensagens subliminares não sejam eficazes como técnica de propaganda, será que as agências de publicidade estão fazendo uso deliberado delas? Bem, a única maneira de saber é perguntando aos publicitários. Foi o que fizeram os pesquisadores Martha Rogers e Christine Seiler no artigo "The Answer is No: A National Survey of Advertising Practitioners and Their Clients about Whether they use Subliminal Advertising" ("A Resposta É Não: Uma Pesquisa Nacional das Agências de Publicidade e Seus Clientes Sobre Se Elas Usam Ou Não Propaganda Subliminar", um trecho do artigo pode ser lido aqui). Rogers e Seiler pediram a 750 pequenas e grandes agências de publicidade em todo o território americano que respondessem a um questionário no qual perguntavam se elas já haviam usado técnicas subliminares em seus trabalhos, onde por técnicas subliminares se entendia "palavras, imagens e formas intencionalmente inseridas em materiais publicitários, de tal maneira que o público não as percebam em nível consciente, mas em nível subconsciente". As perguntas foram planejadas de maneira a estimular respostas tão honestas quanto possível. Das 256 agências que responderam a pesquisa, 90,6% negaram qualquer uso de técnicas subliminares; dos 9,3% restantes que admitiram terem usado técnicas subliminares, todas menos uma consideraram artifícios triviais (como uso de cores, certos tipos de personalidades que provoquem identificação com o consumidor, etc.) como subliminares, ou seja, possuíam a velha noção popular de que subliminar é sinônimo de subentendido. O único caso das 256 agências que usou alguma técnica subliminar real, admitiu que o fez como uma piada interna.

## Publicidade subliminar
Considera-se publicidade subliminar o que apresenta ao consumidor um produto ou serviço de maneira tão leve ou breve que não é conscientemente percebida e o leva a consumi-lo ou usá-lo sem saber das razões autênticas, através de mensagem subliminar. Na Noruega existem sanções para quem produz mensagens ocultas em televisão. Na União Europeia há uma proposta de proibir este tipo de publicidade com o fim de proteger a infância e os jovens. Nos Estados Unidos foi realizada uma prova num cinema. O experimento foi realizado por James Vicary em 1957 e consistia em incluir uma dos fotogramas por minuto com a marca que se desejava publicitar (algumas fontes indicam que a marca foi a Coca Cola, outras que uma firma local de palomitas, e outras que eram ambas a vez). Em 1962 Vicary foi entrevistado pela revista Advertising Age e declarou que o experimento na realidade era uma mentira que se levou a cabo devido o que sua empresa passava por dificuldades econômicas. Portanto não se pode afirmar com certeza a realização do teste nem seus resultados. Investigações posteriores realizadas também nos Estados Unidos indicaram que a publicidade subliminar não teria efeito sempre nem todas as pessoas e quando o teria, a duração deste efeito não levaria nunca a superar o segundo de duração.
Existe pouca literatura fiável que apoie a teoria sobre a existência deste tipo de publicidade. Um dos poucos investigadores a favor é Wilson Bryan Key, quem diz haver descoberto mensagens ocultas em vários anúncios publicitários, principalmente associadas ao sexo e morte. Um dos seus estudos mais citados é de um anúncio de whisky em que Key encontrou várias figuras ocultas nos cubos de gelo do anúncio. Sem embargo para outros investigadores Key é alguém com uma fixação sexual muito grande e “alguém que encontraria mensagens sexuais em um tono de marcar”.
Um dos muitos casos existentes criaram os produtores de Jurassic Park III: onde se pediu patrocínio ao exército dos Estados Unidos para rodar o resgate final da Ilha Nubla. O Corpo de Marines dos Estados Unidos (Infantaria da Marinha dos Estados Unidos) ofereceu vários barcos, veículos blindados, soldados e um helicóptero em troca de que se alterasse a frase do guidão "Alguém que tem um amigo no Departamento de Defesa" por "Alguém que tem um amigo nos Marines" e o helicóptero girasse em frente a câmera mostrando ao público a inscrição "Marines".
É certo que se havia acusado a várias séries de televisão e filmes de usar e abusar do emplazamento; entretanto esta forma de publicidade encoberta não é subliminar porque as imagens, sons, comentários, etc., estão dentro da umbral da sensibilidade e som percebidos de maneira totalmente consciente pela audiência; inclusive pode ser causa de rescisão do contrato se o produto não está em tela por tempo suficiente ou não se vê com suficiente claridade, tal qual se escreveu na guião. A OCU havia publicado vários estudos sobre a publicidade emitida na Espanha, incluído o de janeiro de 2006 dedicado unicamente a publicidade encoberta e não há encontrado nenhum caso de esta prática ilícita.